# کای آیزل
کای آیزل (انگلیسی: Kai Eisele؛ زادهٔ ۲۵ ژوئن ۱۹۹۵) بازیکن فوتبال اهل آلمان است.
از باشگاه‌هایی که در آن بازی کرده‌است می‌توان به باشگاه فوتبال هانزا روستوک اشاره کرد.

## یادکرد ویکی‌پدیا
- مشارکت‌کنندگان ویکی‌پدیا. «Kai Eisele». در دانشنامهٔ ویکی‌پدیای انگلیسی، بازبینی‌شده در ۱۳ آوریل ۲۰۲۲.